# Erregerreservoir
Ein Erregerreservoir ist eine ökologische Nische, in der sich Krankheitserreger sammeln, vermehren und von der eine erneute Infektion ausgehen kann. Zum natürlichen Erregerreservoir gehören je nach Krankheitserreger der Mensch, Tiere (Reservoirwirt; analog für Pflanzen) oder Biotope.

## Erregerreservoir Mensch
Ein Erregerreservoir sind Erkrankte, asymptomatisch Infizierte und in Ausheilung begriffene Personen. Ferner gibt es asymptomatische Besiedelungen, z. B. des Nasen-Rachenraumes, mit virulenten Erregern, ohne dass der Betroffene erkrankt. Dauerausscheider, z. B. von Salmonellen, stellen dabei ein länger überdauerndes Reservoir für den Erreger dar und können die Infektionsquelle für größere Krankheitsausbrüche sein (z. B. in Kantinen-Küchen).

## Erregerreservoir Tier
Tiere können ein natürliches Erregerreservoir für sog. Anthropozoonosen sein.

## Erregerreservoir Biotop
Es gibt auch Erreger, die weder auf den Menschen, noch auf Tiere als Reservoir angewiesen sind, wie z. B. der Erreger der Legionärskrankheit, dessen bevorzugtes Reservoir sanitäre Anlagen und Klimaanlagen darstellen.